# 목포 부두 근대상가주택
목포 부두 근대상가주택은 대한민국 전라남도 목포시에 있는 건축물이다. 2018년 8월 6일 대한민국의 국가등록문화재 제718-10호로 지정되었다.

## 개요
1949년 해방 이후 목포 부두 인근에 위치하여 어선에 필요한 물품들을 판매하던 점포가 집중되었고 현재까지 그 기능이 유지되고 있는 가장 대표적 상가로 남아 있는 2층 규모의 벽돌 구조체의 건물이다. 사거리 교차로에 면해 모서리 부분이 45도 방향으로 잘린 대지 형태에 맞춰 평면과 형태를 구성한 점이 특이하며, 특히 도로측에 면해 연속적으로 구성된 3면의 입면 구성이 인상적이다. 전면에 위치한 건물도 동일한 건축형식과 규모로 건축되어 사거리 교차로의 독특한 장소성과 가로경관 요소를 보여주는 근대기 목포 부두의 상업거리의 흔적, 역사성, 장소성을 보여주는 상가건물이다.

## 같이 보기
- 목포 근대역사문화공간

## 참고 자료
- 목포 부두 근대상가주택 - 국가유산청 국가유산포털